# Gillain Berry
Gillain Berry (Jamaica, 1988) es una modelo de Aruba. Fue coronada Miss Aruba 2010 el 4 de diciembre de 2010 y representará a su país en Miss Universo 2011 y el Miss Mundo 2011

## Miss Aruba
Berry compitió en su país en el concurso de belleza nacional, Miss Aruba, que se celebró en Oranjestad, donde se convertiría en la ganadora final del título, obteniendo el derecho de representar a Aruba en el concurso Miss Universo 2011.